# Alamiro de Ávila
Alamiro de Ávila Martel (Valdivia, 2 de enero de 1918-Santiago, 1990) fue un historiador, bibliógrafo y numismático chileno, conocido por sus estudios de derecho romano, Historia del derecho, y muy en particular Derecho indiano.

## Biografía
Fue hijo de Alamiro Ávila Radrigán, profesor de castellano, y de Olga Martel Herrera. Se casó con la italiana Anna Sacerdote Morpurgo (1921-1992).
Egresó del Liceo de Aplicación. En 1935 ingresó a la Facultad de Derecho de la Universidad de Chile, donde forjó una carrera como ayudante y posteriormente como profesor de las cátedras de historia del derecho y derecho romano. En 1989 fue nombrado profesor emérito de dicha Universidad. También dedicó sus estudios a la historia del derecho indiano, del derecho chileno, centrado particularmente en la figura de Andrés Bello, y en la Guerra del Pacífico.
Hizo una carrera académica completa en la Facultad de Derecho de la Universidad de Chile, culminando en octubre de 1989 al ser nombrado como profesor emérito de la misma. En su quehacer científico, se reconocen algunos discípulos: en Derecho Romano Ángela Cattan, y en Historia del Derecho, Antonio Dougnac Rodríguez. 
Falleció en Santiago en 1990.